# Petite rivière Saint-Jean Sud-Ouest
La Petite rivière Saint-Jean Sud-Ouest (anglais: Little Southwest Branch - Saint John) est affluent de la rivière Saint-Jean Sud-Ouest. Cette rivière coule sur 46,5 km en traversant le comté de Somerset, in North Maine Woods, Maine, aux États-Unis.
À partir de sa source dans le canton (township) 6, Range 19, Wels du Maine, elle coule vers le nord dans une petite vallée encaissée en milieu forestier, à quelques kilomètres à l'Est de la frontière canado-américaine, jusqu'à sa confluence sur la rive sud de la Rivière Saint-Jean Sud-Ouest dans le township T9, R18 Wels.

## Géographie
La source de la « Petite rivière Saint-Jean Sud-Ouest » est située dans la région Big SIX, dans le Township 6, Range 19 Wels, dans le comté de Somerset (Maine), au Nord du Maine. La partie supérieure de la « Petite rivière Saint-Jean Sud-Ouest » s’avère la continuité vers le Nord de la vallée du « Middle Branch Norris Brook », un affluent du Norris Brook lequel est à son tour un affluent de la rivière Penobscot.
La source de la « Petite rivière Saint-Jean Sud-Ouest » est située à :
- 0,3 km au Nord de la limite des townships T6 R19 Wels et T5 R19 Wels;
- 3,4 km à l’Est de la frontière canado-américaine;
- 30,1 km au Sud de la confluence de la « Petite rivière Saint-Jean Sud-Ouest ».

À partir de sa source, la « Petite rivière Saint-Jean Sud-Ouest » coule sur 46,5 km, selon les segments suivants :
- 8,2 km vers le Nord, dans une vallée encaissée recueillant les eaux de quatre ruisseaux de montagne, jusqu’au ruisseau Black (venant de l’Ouest);
- 7,9 km vers le Nord, en passant sous un pont d’une route forestière et en coupant la limite du Township T7 R19 Wels, jusqu’à un ruisseau (venant de l’Ouest);
- 11,0 km vers le Nord, en serpentant dans une plaine jusqu’à limite du township T8 R19 Wels;
- 4,7 km vers le Nord-Est, en passant sous un pont d’une route forestière en fin de segment, jusqu’à limite du township T8 R18 Wels;
- 10,5 km vers le Nord-Est, jusqu’à la limite du township T9 R18 Wels;
- 4,2 km (or 1,9 km en ligne directe) vers le Nord-Est, en serpentant dans une zone de marais, jusqu’à la confluence de la rivière.

La « Petite rivière Saint-Jean Sud-Ouest » se déverse sur la rive Sud de la Rivière Saint-Jean Sud-Ouest qui forme dans ce secteur la frontière entre le Canada (Québec) et les États-Unis (Maine).

## Toponymie
Le toponyme « Petite rivière Saint-Jean Sud-Ouest » dérive du nom du cours d’eau principale désigné Rivière Saint-Jean Sud-Ouest.